# 4216-os mellékút (Magyarország)
A 4216-os számú mellékút egy bő 16 kilométer hosszú, négy számjegyű országos közút Hajdú-Bihar vármegye és Békés vármegye határvidékén; Körösszakált köti össze Zsadány térségével; Biharugrának az egyetlen közúti megközelítési útvonala.

## Nyomvonala
Körösszakál központjában ágazik ki a 4215-ös útból, annak a 19,100-as kilométerszelvényénél. Rákóczi út néven húzódik a település belterületén, több irányváltása ellenére végig nagyjából délkeleti irányban. Körülbelül 1 kilométer után lép ki a belterületről, majd az 1,450-es kilométerszelvénye táján átszeli a Sebes-Köröst. 1,8 kilométer után keresztezi a Körösnagyharsány–Vésztő–Gyoma-vasútvonal vágányait, majd kiágazik belőle nyugatnak a 42 318-as út, a jelenleg nem üzemelő Körösszakál megállóhelyre.
2,5 kilométer után az út átlép Hajdú-Bihar vármegye Berettyóújfalui járásából Békés vármegye Sarkadi járásába, ezen belül is Biharugra területére. A 3. kilométerét elhagyva délnek fordul, majd kiágazik belőle kelet-északkeleti irányban a Körösnagyharsányra vezető 42 156-os számú mellékút. Innen délnyugati irányban folytatódik, ezen a szakaszon az előbbi település határvonala néhol egészen megközelíti, egy helyütt talán el is éri, de körösnagyharsányi területeket ennél jobban nem érint. Az 5. kilométere táján egy ideig egy Körös-holtág partján húzódik, de nem sokkal később attól is eltávolodik.
6,4 kilométer után éri el Biharugra legészakibb házait, a belterületen a Bölönyi utca nevet veszi fel, ezen a szakaszon majdnem pontosan dél felé húzódva. 7,1 kilométer után áthalad a holtág felett, majd a Bölönyi-kastély előtt (a 7,350-es kilométerszelvénye táján) nyugatnak fordul és innen az Erzsébet utca nevet viseli. Ezen a néven pár száz méteren belül több irányváltása is van, de a 8. kilométere táján már újra egyenesen halad, itt dél-délnyugati irányban, a belterület déli részén. Nagyjából 8,4 kilométer után lép ki Biharugra házai közül.
12,4 kilométer után lépi át az útjába eső utolsó település, Zsadány határvonalát. Itt nyugat-délnyugati irányt követ, így halad el – a 13,550-es kilométerszelvénye táján – Fancsikapuszta és az oda vezető bekötőút kiágazása mellett is. További kisebb irányváltásai dacára nyugat-délnyugati irányban halad az utolsó méterein is, mielőtt véget érne, beletorkollva a 4219-es útba, annak a 23,350-es kilométerszelvénye táján.
Teljes hossza, az országos közutak térképes nyilvántartását szolgáló kira.gov.hu adatbázisa szerint 16,193 kilométer.

## Települések az út mentén
- Körösszakál
- (Körösnagyharsány)
- Biharugra
- (Zsadány)